# ویلایانور راماچاندران

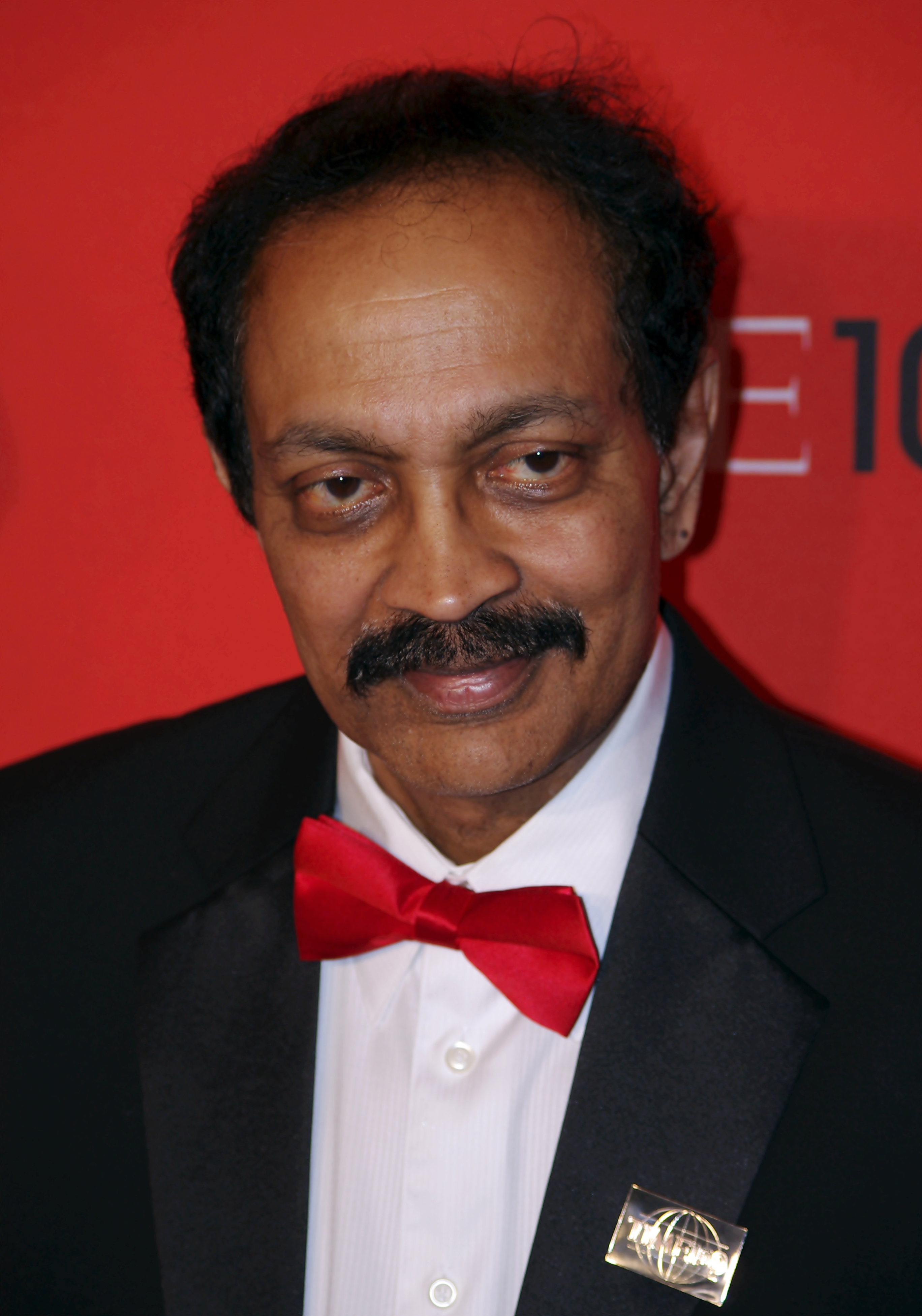
ویلایانور راماچاندران، عصب‌شناس هندی - ۲۰۱۴

ویلایانور راماچاندران (متولد ۱۰ اوت ۱۹۵۱) عصب‌شناس آمریکایی هندی‌تبار است. او به خاطر آزمایش‌ها گسترده و نظریه‌هایش در زمینهٔ عصب‌شناسی رفتار، از جمله ابداع جعبهٔ آینه شهرت پیدا کرده‌است. او استاد برجسته روان‌شناسی در دانشگاه کالیفرنیا است.
راماچاندران پس از پایان تحصیلاتش در رشته پزشکی در هند، به مطالعهٔ عصب‌شناسی تجربی در کمبریج می‌پردازد و در آنجا مدرک پی‌اچ‌دی می‌گیرد. پژوهش‌هایش اغلب در زمینهٔ عصب‌شناسی رفتار و سایکوفیزیک بوده‌است. راماچانداران پس از کارهای اولیه‌هاش دربارهٔ بینایی انسان، به جنبه‌های گسترده‌تری از عصب‌شناسی شامل عضوهای خیالی و دردهای خیالی پرداخت. او آینه‌درمانی را ابداع کرد که اکنون برای درمان کسانی که دچار قطع عضو شده‌اند و عضو خیالی دارند به‌کار می‌رود. این ابداع همچنین برای کنترل حرکت در کسانی که سکته کرده‌اند و دست و پایشان ضعیف شده‌است مورد استفاده قرار می‌گیرد.
کتاب مشهورش به نام the tell-tale brain به فارسی به نام مغز افشاگر توسط نشر شورآفرین منتشر شده‌است.